# Alteruloboridae
Gli Alteruloboridae sono una famiglia di aracnidi fossili, più specificamente di ragni aranéomorfi. Questa famiglia comprende una sola specie, ossia Alteruloborus araneoides, trovata nell'ambra birmana. Questo ragno fossile è stato descritto per la prima volta da Wunderlich & Müller nel 2018 nel loro articolo intitolato "Fossil spiders (Araneae) in Cretaceous Burmese amber," pubblicato nella rivista "Beiträge zur Araneologie."